# 브래드 앤드 초콜릿
브래드 앤드 초콜릿(Pane e cioccolata, Bread and Chocolate)은 이탈리아에서 제작된 프랑코 브루사티 감독의 1974년 코미디, 드라마 영화이다. 니노 만프레디 등이 주연으로 출연하였다.

## 출연

### 주연
- 니노 만프레디
- 안나 카리나